# Билин (народ)
У этого термина существуют и другие значения, см. Билин
Билин, Богосы (лат. Bogo, Bogos, Bilayn, Bilin, Balen, Beleni, Belen, Bilein, Bileno) — народ хамитического происхождения, большая часть которого проживает в Эритрее на северо-востоке Африки (в основном на севере некогда существовавшей Эфиопской империи), между хамазами на юге, менсами на востоке, бейт-такуэ на севере и бени-амер на западе. Общая численность составляет около 100 тысяч человек.
Народ имеет собственный язык, число носителей которого на начало XXI века составляло около семидесяти тысяч человек.
Племя обитает в богатой плодородными и живописными равнинами местности на высоте около 1200 метров. Среди билинов 50-55 % являются мусульманами-суннитами, а остальные — преимущественно христианами-католиками.

## История

### XIX век
Согласно «Энциклопедическому словарю Брокгауза и Ефрона», первыми из европейцев, которые достигли страны богосов стали в 1852 году лазаристские миссионеры Стелло и Сапето, однако, они не придали должного значения своему открытию и оставили лишь беглые путевые заметки об этом событии. Гораздо более подробно жизненный уклад билинов был освещён швейцарским лингвистом путешественником Вернером Мунзингером (1855—1861), экспедицией Теодора Гейглина (1861 год), герцогом Саксен-Кобург-Готским Эрнст II (1862 год) и Одоардо Беккари в 1870 году, который в том момент исследовал Африку совместно с Орацио Антинори и профессором Исселем.
В трудах вышеперечисленных учёных говорится, что билины переселились в места нынешнего обитание около в XVI века. Они называют себя по имени своего неизвестного родоначальника боасгорами (то есть сыновья Боаса) или билинами по своему языку. Представители народа «хорошо сложены, с приятными чертами лица, умными глазами, жёлтым, отливающим в темно-бурый, цветом кожи, густыми, слегка вьющимися жесткими волосами, падающими кудрями до самых плеч… Женщины некрасивы и рано старятся».
В середине XIX века почти круглый год треть населения кочевала со своими стадами в горах; хлебопашество ограничивалось одним лишь дурра. Они разводили также крепкий и душистый табак, и курение было распространено не только между мужчинами, но и между женщинами и детьми. Дома состояли из полукруглых соломенных шатров шириной около 5 метров.

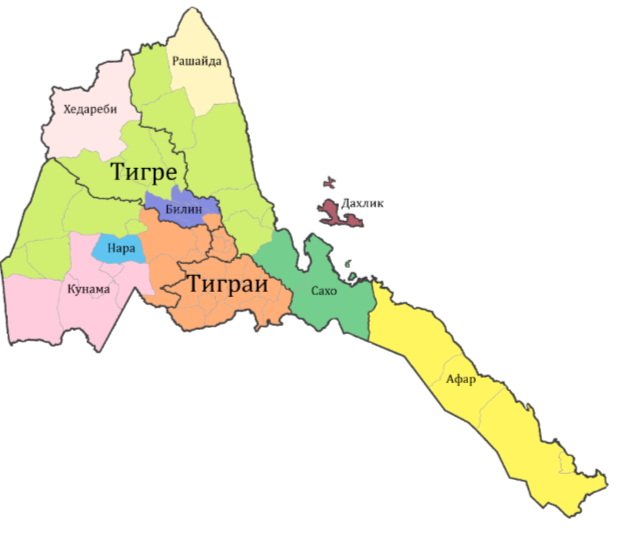
Этническая карта Эритреи

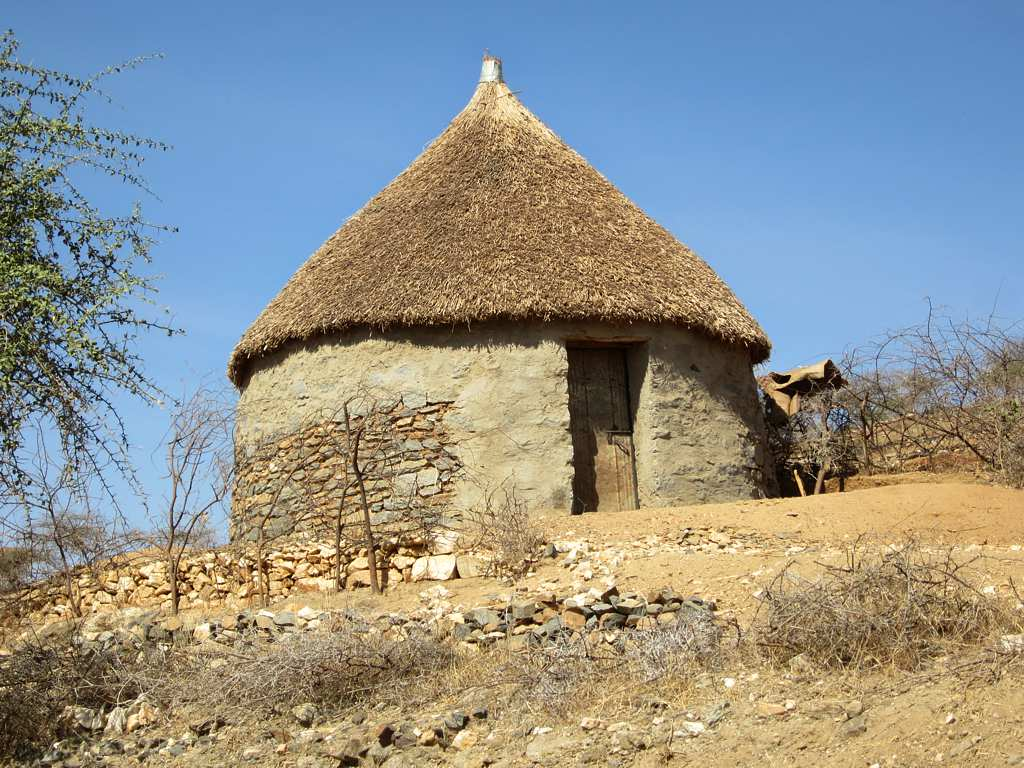
Традиционный дом народа билин

Общественное устройство билинов представляло собой вид семейной аристократии с патриархальным устройством, причём господами или свободными (шмагилли) считались только настоящие билины, то есть потомки Гебре-Теркес, тогда как все другие, как подвластные (тигре или гульфары), обязаны были избрать себе патрона из билинов и в знак своего подчинения платить ему дань.
Все члены одного рода, то есть потомки одного общего родоначальника за семь поколений, образовывали отдельное братство со своими самостоятельными законами. Ни один билин не брал себе жены в чужом роде. Члены одного рода взаимно гарантировали себе жизнь и безопасность.
Убийство, совершённое одним, ложилось ответственностью на всех членов братства; если одного из них убили, то все имели право (обязанность) кровной мести.
Женщина в племени по закону была практически бесправна; развод был лёгок, но редок; полигамия была дозволена, но не часта.
Звание главы рода, не дающее, впрочем, почти никакой власти, наследовалось по праву первородства.
До 1844 года белены пользовались почти полной независимостью, но затем были подчинены частично западными мусульманскими народами, частично — узурпаторами в Тигрэ и Абиссинии. В июле 1872 года они подпали под юрисдикцию Египта.